# 斯普林代爾 (蒙大拿州)
斯普林代爾（英語：Springdale）是位於美國蒙大拿州帕克縣的普查規定居民點。

## 歷史
斯普林代爾的郵局於1885年設立，1896年重啟後又於翌年重啟，最終於2004年停運。

## 人口
根據2020年美國人口普查的數據，斯普林代爾的面積為0.34平方千米，皆為陸地。當地共有人口40人，而人口密度為每平方千米117.65人。